# Шекспир, Уильям (исследователь)

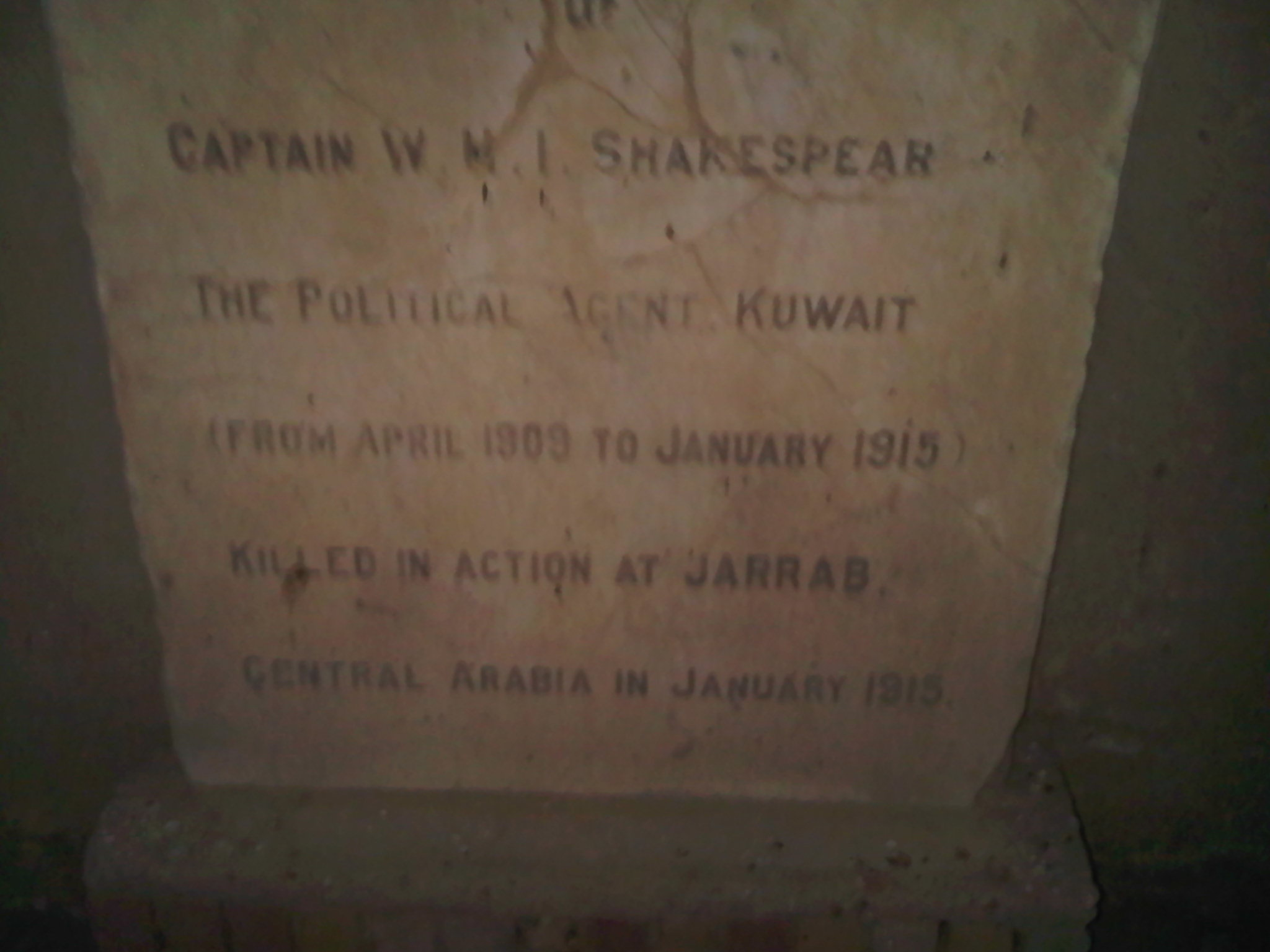
Могила Шекспира в Эль-Кувейте

Уильям Генри Ирвайн Шекспир (англ. William Henry Irvine Shakespear; 29 октября 1878 — 24 января 1915) — британский колониальный чиновник, исследователь Аравийского полуострова.
Уильям Шекспир родился в 1878 году в Бомбее, образование получил в Великобритании, в 1896 году поступил в Королевское военное училище, откуда выпустился в 1898 году в звании второго лейтенанта. Впоследствии перешёл на дипломатическую службу, и в 1904 году стал самым молодым вице-консулом в Британской Индии. Обладая хорошими лингвистическими способностями, он стал свободно говорить на персидском языке, арабском языке, урду и пушту.
В 1909 году Уильям Шекспир стал британским политическим агентом в Кувейте, подчинённым аналогичному агенту в Бахрейне. Из Кувейта Шекспир совершил семь экспедиций вглубь Аравийского полуострова и завязал контакты с эмиром Неджда Ибн Саудом; именно Шекспир сделал первую фотографию Ибн Сауда, никогда ранее не видевшего фотокамеры.
В марте 1914 года Шекспир отправился в 2900-километровое путешествие через пустыню Большой Нефуд, пройдя из Кувейта в Эр-Рияд, а затем в Акабу. Он стал первым европейцем, прошедшим по этому маршруту и составившим его картографическое описание.
После начала Первой мировой войны и вступления Османской империи в войну на стороне Центральных держав войска из Британской Индии высадились в Басре. Власти Британской Индии попросили Шекспира обеспечить этим войскам поддержку со стороны Ибн Сауда. Так как Ибн Сауд был во вражде с Рашидидами, оставшимися союзниками Османской империи, то он воспользовался британской поддержкой для нанесения удара по находящемуся под властью Рашидидов эмирату Джебель-Шаммар. В январе 1915 года Шекспир, находившийся вместе с Ибн Саудом, погиб от пули во время схватки саудитов и рашидидов в районе озера Джарраб. Победившие в сражении рашидиды отрубили его голову, и его шляпа была передана османским властям, которые повесили её на воротах Медины как доказательство сотрудничества Саудитов с британцами.